# Horobii, Lubnî
Horobii (în ucraineană Горобії) este un sat în comuna Biivți din raionul Lubnî, regiunea Poltava, Ucraina.

## Demografie
Componența lingvistică a localității Horobii
     Ucraineană (94,9%)
     Rusă (4,08%)
     Belarusă (1,02%)
Conform recensământului din 2001, majoritatea populației localității Horobii era vorbitoare de ucraineană (94,9%), existând în minoritate și vorbitori de rusă (4,08%) și belarusă (1,02%).